# نونة المأذونة (مسلسل)
نونة المأذونة، مسلسل تلفزيوني مصري عرض في رمضان 1432هـ/2011م، من تأليف فتحي الجندي، وإخراج منال الصيفي وبطولة حنان ترك، رجاء الجداوي، أميرة العايدي، إيهاب فهمي، إيمان السيد.

## قصة المسلسل
يحكي المسلسل في إطار كوميدي، قصة فتاة (حنان ترك) تحترف العمل كمأذون شرعي، وما يترتب على ذلك من مواقف كوميدية لا تنهي، الإضافة لمناقشة العديد من القضايا الاجتماعية التي أصبحت منتشرة في مصر خلال السنوات الماضية.

## بطولة
| - حنان ترك: حنان - رجاء الجداوي:صافي - أميرة العايدي:رانيا - إيهاب فهمي:حسين فهمي - إيمان السيد:اليسا - وائل علاء:ويلو مزيكا | - دعاء طعيمة:منى أخت مانغو - عمرو عبد العزيز:الشيخ طارق - رامي غيط:مانغو - أحمد ثابت:الشيخ رجب - هبة عبد الحكيم:عايدة - سعيد طرابيك:علي السواق | - عبد الله مشرف:حنفي زوج سمية - صبري عبد المنعم:نظيم صديق صافي - ليلى جمال:أحسان أخت صافي - عبير عادل:سمية خادمة نونة - مصطفى عمر - يوسف:عمر أبن رانيا | - محمد غنيم:متولي طليق رانيا - فايق عزب:أبو نونة - أشرف مصيلحي:المعلم عظمة - خلود العامري - جودي |

ضيوف الحلقات:
| - ياسمين كساب:عروسة ح2 - تامر سعد:عريس ح2 - محمد أحمد ماهر:أدهم الغرباوي ح3 - وائل عبد العزيز:عادل ح5 - إيمان سلامة:ح5 - حسن الرداد:جمعة ح7، 8 - إيمي سمير غانم:ليلى حلمي ح7، 8 - محمد كريم: وطني مخلص ح9 - أحمد سعيد عبد الغني:قريب العريس ح11 - حسام الجندي:عريس ح11 - ساندي علي:عروسة ح11 - عمرو رجب:عريس ح12 - مريم سعيد صالح:أم عريس ح12 | - عفاف مصطفى:ام عروسة ح12 - هبة عبد العزيز: عروسة ح12 - شريف باهر:شريف باهر ح14 - أميرة هاني:نانسي المليجي ح15 - طارق عبد العزيز:ضياء ح16 - مريم البحراوي: الطبيبة ح16 - إيساف: عريس ح17 - رمسيس مرزوق:ح17 - منى زكي: (ش.ح) ح18 - هاجر جاد:عروسة ح18 - أحمد عبد الموجود:عريس ح18 - أسامة الشناوي:عريس ح19 - ايمان الشناوي: عروسة ح19 | - ماهر سليم: الشاعر شهاب ح20 - دينا:دينار ح21 - إلهام شاهين:(ش.ح) ح23 - هند جاد: المذيعة 23 - سارة الحديدي: المذيعة 23 - حسن حرب: كابتن حمادة ح24 - نهى صالح: دوللي ح24 - ريهام ماهر: ليلي ح24 - منير مكرم ح 25 - شاهيناز القماش: ح25 - أحمد المليجي: ح25 - عمرو يوسف:وليد ح26 | - ريم هلال:فريدة ح26 - أكرم حسني: سيد أبو حفيظة ح27 - سمير كريم:ح27 - سارة حبيب: ح27 - ساندرا نشأت:(ش.ح) ح28 - محمد الشحات: ح28 - إبراهيم عمران: ح28 - ديانا كرزون:(ش.ح) ح29 - محمد قشطة:الطبيب ح29 - فاطمة كشري:ح29 - إيهاب توفيق: (ش.ح) ح30 - اشرف سالم: الملحن:ح 30 |

اشترك في التمثيل
فاتن شعبان:ح1 - إبراهيم أبو العطا- حسن نوح - حسن عبد السلام:عريس ح1 - محاسن النجدي- تامر عادل - خالد رشاد - زيزي محمد - مصطفى حسن - محسن محمد - زينه منصور - محمد الأطوني:سوكة - مصطفى يوسف - تامر الجزار - علياء العربي - منال حسني - رامي سمير - محمد الشوربجي - سمير حكيم - ولاء يسري - أيمن نصحي - أحمد أبو تريكة - فيولا:أم عروسة ح6، 7 - أمل داود - مصطفى درويش - محمد دياب - سامح أبو الغار:قليل الحظ ح10- ياسمين سمير:قمر ح10- رانيا البدوي:شمس ح10- أحمد جمال - محمد الجندي - عزة جودة - ريم رأفت - منة أحمد - منة جندي - حسناء - مالدو - باسم فتحي - نعمة صالح- عمرو عبد اللطيف - سامر المنياوي - عبد الحكيم درويش- هبه الجارحي - هاني عبد الله - كريم الدسوقي
- ش.ح= الشخصية الحقيقة